# Hydrovatus villiersi
Hydrovatus villiersi är en skalbaggsart som beskrevs av Guignot 1955. Hydrovatus villiersi ingår i släktet Hydrovatus och familjen dykare. Inga underarter finns listade i Catalogue of Life.